# Semiothisa quadraria
Semiothisa quadraria là một loài bướm đêm trong họ Geometridae.